# Martin Fido
Martin Austin Fido, född 18 oktober 1939 i Penzance i Cornwall, död 2 april 2019 i North Falmouth på Cape Cod i Massachusetts, var en brittisk författare, tv- och radioprofil, skådespelare och forskare. Efter avslutad universitetsutbildning i Oxford och Leeds började Fido sin akademiska bana som engelsklärare innan han 1973 utnämndes till lärare i engelsk litteratur (med den viktorianska samhällskritiska romanen som specialitet) och rektor för institutionen för engelska språk vid University of the West Indies på Barbados. 
Fido återvände till England 1983 och försörjde sig som frilansskribent och radioproducent med kriminologi och kriminalhistoria som huvudämne. 1986 utkom han med boken Murder Guide to London och året efter utkom The Crimes, Detection & Death of Jack the Ripper. Vid samma tidpunkt började han också leda guidade Ripper-turer genom Londons East End och etablera sig som en av de ledande auktoriteterna i ämnet. 
Till hans övriga böcker kan räknas The Jack the Ripper A-Z (med Paul Begg och Keith Skinner), Great Crimes and Trials of the Twentieth Century (med Paul Begg) samt biografier över Oscar Wilde, Rudyard Kipling, Agatha Christie och Shakespeare. Han bosatte sig i USA år 2000 och var sedan 2001 lärare i forskning och skrivande på Boston University.